# Stop (låt av Omar Naber)
Stop är en låt framförd av den slovenska sångaren Omar Naber. Låten representerade Slovenien vid Eurovision Song Contest 2005 i Kiev i Ukraina. Låten är skriven av Naber själv tillsammans med Urša Vlašič.
Bidraget framfördes i semifinalen den 19 maj 2005 men tog sig inte vidare till final. I semifinalen slutade det på tolfte plats med 69 poäng.